# Xylopia flamignii
Espèce
Xylopia flamignii Boutique est une espèce de plantes à fleurs de la famille des Annonaceae et du genre Xylopia. C'est un arbre présent en Afrique tropicale.

## Étymologie
Son épithète spécifique flamignii rend hommage à l'agronome et botaniste Agostino Flamigni qui collecta les premiers spécimens en mai 1941 à Nioki, alors au Congo belge.

## Description
C'est un arbre moyen dont le tronc a un diamètre de 30 à 40 cm. Son fruit est inconnu.

## Distribution
Très rare, l'espèce a été observée au sud-est du Cameroun (parc national de Lobéké), au Gabon, en République démocratique du Congo, également dans les années 1960 au nord de la République du Congo.